# غوفار انور
غوفار أنور رسول، المعروف أيضًا باسم شيرو (1978، أربيل، اقليم كردستان العراق - 20 أغسطس 2022، أربيل) كان ممثلًا كوميديًا ومسرحيًا كرديًا. بدأ حياته المهنية في منتصف التسعينيات واستمر في التمثيل الكوميدي حتى اللحظات الأخيرة من حياته.  وكان من أبرز الممثلين في برنامج بزمي بزم الذي قُدم على شكل مسرحية في أربيل. في رمضان 2020، قَدم هو وأيّام أكرم برنامجًا كوميديًا وساخرًا على إذاعة روداو بعنوان «19 ضحكه» خلال الموجة الشديدة الأولى من  فيروس كورونا. ولاقى البرنامج تفاعلاً كبيراً في إقليم كردستان وبين الأكراد في خارج البلاد، وتواصل معهم المواطنون داخل وخارج الإقليم.